# Caviale

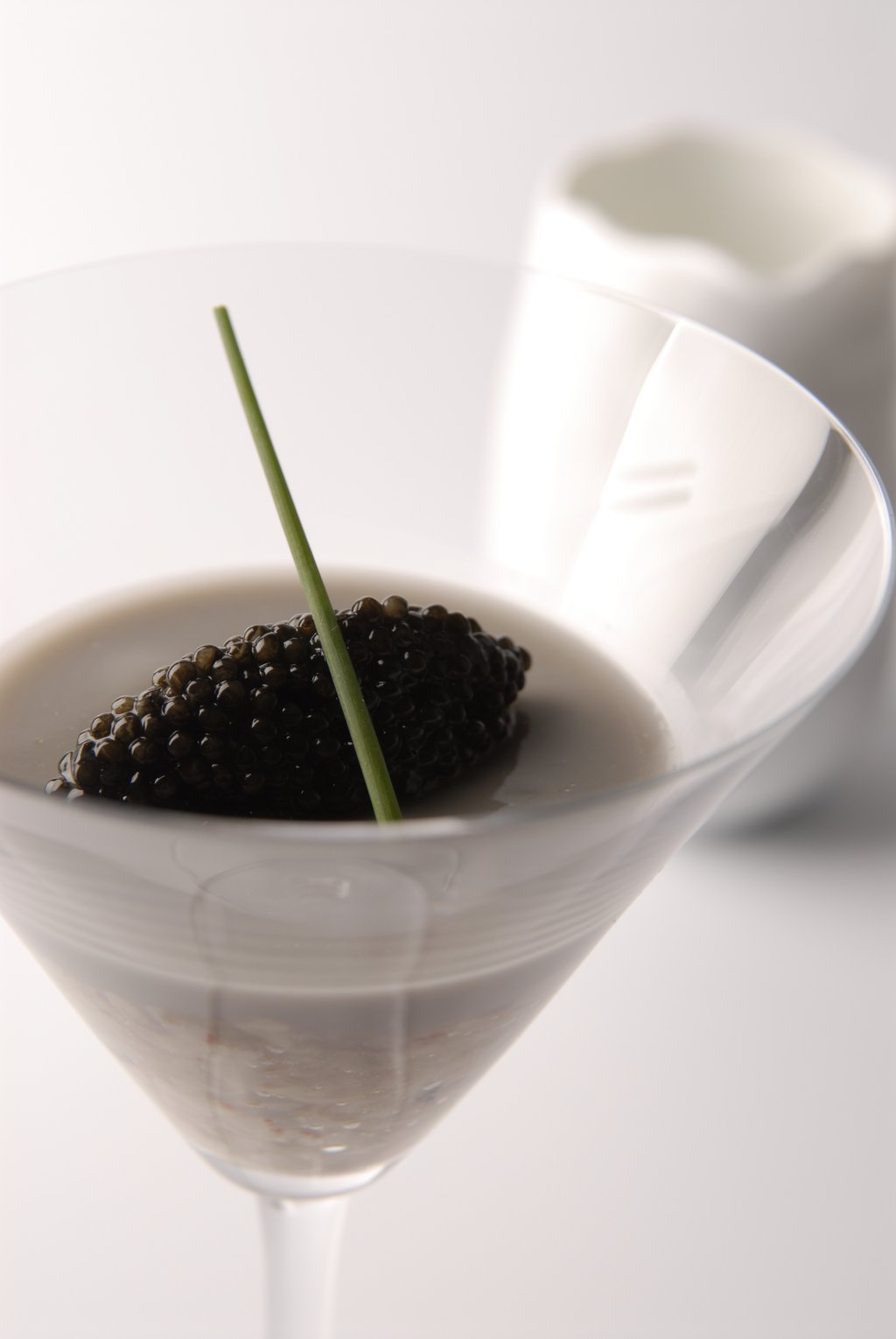
Salsa tartara di caviale

Il caviale è un alimento, che si ottiene attraverso la lavorazione e salatura di uova delle diverse specie di storione, cioè di pesci che appartengono alla famiglia Acipenseridae. Il caviale granulare ha una consistenza cremosa ed è formato da piccoli grani morbidi, di gusto delicato.

## Etimologia
Secondo l'Oxford English Dictionary, il termine "caviar" deriva dall'italiano caviale o caviaro, a sua volta derivato dal greco medievale khaviari. Il Merriam-Webster, che conferma l'origine italiana, ne afferma una più antica provenienza dal termine turco havyar. Secondo altri studiosi, il termine deriverebbe dal persiano خاگ‌آور (Khāg-āvar) letteralmente "torta dell'energia" o "pezzo di energia", per l'uso medicinale ed energizzante che ne facevano tali popolazioni.

## Definizione commerciale
Generi alimentari analoghi al caviale si ottengono anche con uova di altri pesci; tra i più noti quello ottenuto da uova di salmone, spesso chiamato "caviale rosso" o ikura, e da uova di lompo (Cyclopterus lumpus) che vengono artificialmente colorate di rosso o di nero. Il valore commerciale è inferiore e il prodotto ha indicazioni differenti a seconda del paese: spesso il nome "caviale" è accompagnato dal nome della specie in questione, anche se per caviale tecnicamente s'intendono le uova di storione, mentre gli altri prodotti andrebbero più propriamente chiamati uova di pesce. La legislazione italiana prevede che ogni prodotto che non è caviale propriamente detto sia indicato come "succedaneo del caviale". Nell'Unione europea un documento della Commissione Europea del 1994 (Derrate alimentari — Atti coordinati) riconosce che, sebbene in due Paesi membri il nome "caviale" comprenda diversi prodotti a base di uova di pesce, nella generalità del mercato interno il termine andrebbe riservato esclusivamente alle uova di storione.
La questione nell'ambito del commercio internazionale ha provocato ambiguità, per cui è stata affrontata e definitivamente risolta dal Codex Alimentarius (Organismo delle Nazioni Unite che si occupa degli alimenti) nel luglio 2010 con l'emanazione di uno standard specifico per il caviale, nel quale il termine "caviale" (caviar nel testo originale in inglese) è stato attribuito esclusivamente ai prodotti ottenuti da pesci della famiglia Acipenseridae. Quindi è stata rifiutata l'istanza presentata dagli statunitensi che chiedevano l'estensione dell'applicazione del termine a tutto l'ordine Acipenseriformes, che oltre agli storioni comprende anche i pesci spatola (famiglia Polyodontidae).

## Come si ottiene
Per ottenere il caviale, gli ovari vengono estratti immediatamente dopo l'uccisione dello storione. A questo proposito si è diffusa l'opinione che il caviale ottenuto da pesci deceduti da qualche tempo sarebbe amaro a causa di indefinite sostanze rilasciate dal pesce dopo la morte. In realtà, almeno quando si rispettano i normali requisiti igienici, ciò non è assolutamente riscontrabile; è più probabile che il sapore amaro derivi da conservazione impropria del pesce o del caviale stesso (temperatura e tempi eccessivi) o dal tipo di alimentazione. Proprio per rispettare questi requisiti, la lavorazione della materia prima viene eseguita il prima possibile. Le uova vengono separate dallo stroma connettivale e dal grasso massaggiando delicatamente porzioni dell'ovario attraverso un setaccio. Le uova così ottenute ("grani") vengono accuratamente lavate in acqua fredda. La salatura può avvenire per immersione in salamoia o a secco e la quantità di sale utilizzata dipende dalla qualità della materia prima e dalle condizioni sanitarie dell'ambiente di lavorazione.
Più bassi sono il livello di controllo e la qualità della materia prima, più alto dev'essere il contenuto di sale, che agisce come agente conservante e come batteriostatico. Se la catena del freddo durante il trasporto non viene rigorosamente rispettata, il prodotto si degrada comunque. Infatti il caviale proveniente da bracconaggio molto spesso risulta particolarmente salato o, a causa dello stato di conservazione non ottimale, di gusto eccessivamente intenso con sentori di aringa. La qualità migliore è definita "malossol", che in russo significa con poco sale; richiede la conservazione a temperatura compresa tra i -3 e 0 °C. Alle temperature del frigorifero domestico tale caviale andrebbe prontamente consumato. Per il Codex Alimentarius il prodotto deve contenere tra il 3 e il 5% di sale. Sebbene dal punto di vista tecnico-normativo il caviale sia una semiconserva e non possa quindi essere definito “fresco” (almeno se l'etichetta riporta una scadenza superiore a 60 giorni), spesso questo termine si usa impropriamente per indicare il prodotto non sottoposto a termizzazione e per distinguerlo da quello pastorizzato.
Il processo termico conferisce maggiore stabilità e consistenza meccanica e rende il prodotto più idoneo alla vendita nei supermercati e a una breve conservazione nei frigoriferi domestici; tuttavia altera la percezione sensoriale del caviale, riducendone lo spettro aromatico. 
Tradizionalmente il caviale veniva estratto da esemplari che risalivano i fiumi per la riproduzione, catturati con speciali trappole. In Iran gli storioni venivano pescati direttamente lungo le coste meridionali del Mar Caspio, prima che iniziassero la migrazione, ad un livello di maturazione più precoce. Questa caratteristica è stata considerata motivo di superiore qualità del prodotto, che apparirebbe più sgranato e consistente rispetto ad altri caviali più morbidi o collosi, caratteristici di un grado di maturazione maggiore.
In Russia dagli ovari troppo maturi, non lavorabili secondo la tecnica descritta precedentemente (riferita al caviale granulare), si otteneva il caviale pressato (payusnaya ikra o payusnaya caviar): le uova venivano abbondantemente salate, strizzate attraverso calze di tela e pressate all'interno di barili. Questo alimento, per il basso contenuto di acqua e per la quantità di sale, era conservabile senza refrigerazione ed era caratterizzato da un sapore particolarmente intenso e da una consistenza gommosa. Era destinato prevalentemente al consumo locale di tipo popolare ed era originariamente distribuito ai pescatori come paga. Per il suo elevato apporto energetico e per il contenuto proteico era spesso presente nei rifornimenti alimentari delle campagne militari dell'esercito russo.

## Situazione delle risorse naturali
Sebbene gli storioni fossero vastamente diffusi in tutto l'emisfero settentrionale, incluso il Mediterraneo e l'Egeo, l'alto valore economico che il caviale ha sempre rappresentato ha condotto allo sterminio d'intere popolazioni di storioni in tutto il mondo. Questi pesci, infatti, sono stati oggetto di pesca professionale in tutta l'area di ex Unione Sovietica, Cina, Iran, Italia, Germania, Francia, Stati Uniti e Canada, alimentando un fiorente commercio attraverso tutto il mondo. La situazione europea è particolarmente grave: lo storione comune (Acipenser sturio), originariamente presente dalla Scozia al Canale di Sicilia, a dispetto del suo nome sembra scomparso da tutte le acque europee; ne sopravvivono due piccole popolazioni gestite in cattività in Francia e Germania, dalle quali si è ottenuta una progenie utilizzata per ripopolamento, e forse ancora qualche vecchio esemplare selvatico nella Gironda. In Italia, delle tre specie originariamente presenti (Huso huso, Acipenser sturio, Acipenser naccarii), sopravvive solo l'ultima, grazie al mantenimento in condizioni controllate di una colonia di riproduttori, dalla quale sono state ottenute numerose “semine” destinate alle acque pubbliche.
Nel Danubio sono ancora presenti alcune specie di storioni; tra queste quella più numerosa è lo storione sterleto (Acipenser ruthenus) che, forse per la più precoce maturazione (3-4 anni) o per il ridotto interesse commerciale delle sue uova, mantiene ancora una popolazione importante. Attualmente le popolazioni più numerose di storioni sono presenti nel Mar Caspio e nell'area del Mar Nero; tuttavia la pressione di pesca risulta eccessiva e anche queste popolazioni si stanno rapidamente estinguendo. Per questo motivo la CITES nel 1998 ha posto a tutela tutte le specie appartenenti all'ordine Acipenseriformes (storioni e pesci spatola), regolamentandone il commercio internazionale. A ogni paese produttore veniva assegnata annualmente una quota di caviale esportabile, basata sullo stato delle popolazioni naturali. Sulla congruenza di queste quote con lo stato reale delle popolazioni naturali c'è stata un'accesa discussione: molti ricercatori le ritenevano infatti eccessive. In ogni caso il controllo della CITES non si estende al mercato interno dei singoli paesi e una parte consistente del mercato internazionale è probabilmente legata alla pesca di bracconaggio. Dal 2006, sebbene con alterne vicende, la CITES ha posto il bando sulla pesca degli storioni selvatici e attualmente tutto il caviale legale proviene dall'acquacoltura. Infatti, principalmente con lo scopo di produrre il caviale, recentemente si sta sviluppando in tutto il mondo la storionicoltura, attività specifica dell'acquacoltura che si dedica all'allevamento degli storioni anche in paesi nei quali questi non sono mai stati presenti, quali l'Uruguay, gli Emirati Arabi e il Cile. L'Italia detiene alcuni primati produttivi e in provincia di Brescia è presente il sito di allevamento con la più alta produzione mondiale di caviale, che già nel 2007 aveva superato 24 tonnellate. L'allevamento degli storioni fino alla maturazione femminile comporta un ciclo produttivo estremamente lungo, da 5 a 18 anni a seconda della specie allevata, e quindi alti costi; tuttavia il caviale da storioni allevati è già una realtà produttiva in alcuni paesi fin dagli anni 1990 (Francia, Italia, USA). Sebbene teoricamente tutto ciò dovrebbe permettere di attenuare la pressione di pesca sulla popolazione naturale, il bracconaggio degli storioni risulta di gran lunga più remunerativo del loro allevamento e non sembra che in questi anni la pressione di pesca sia diminuita significativamente.
Sulla qualità del caviale proveniente da storioni allevati furono gettate in passato molte ombre da chi manteneva forti interessi sulla commercializzazione del caviale proveniente da storioni selvatici e ciò ne ha rallentato la diffusione. A dispetto di questi pregiudizi, numerosi concorsi internazionali con assaggio alla cieca, prove di vendita svolte a bordo da compagnie aeree, che non hanno interessi nel commercio illegale, e alcune ricerche scientifiche hanno dimostrato la superiorità qualitativa di molti caviali provenienti da acquacoltura. I punti di forza di questi alimenti sono la tracciabilità della produzione, il controllo dell'ambiente di allevamento e della qualità dell'acqua, dell'alimentazione e soprattutto del grado di maturazione ottimale della femmina. La continuità fisica tra l'ambiente di vita e lo stabilimento di lavorazione migliora la freschezza e riduce lo stress del pesce.

## Come leggere l’etichetta CITES

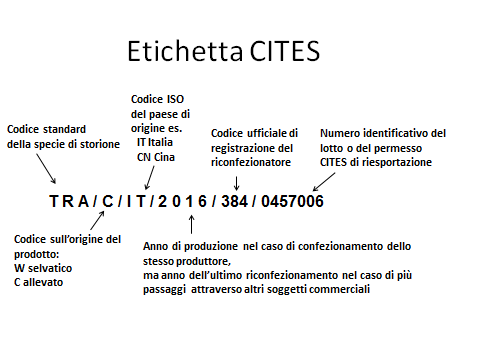
indicazioni contenute nell'etichetta CITES

La CITES ha imposto un sistema di etichettatura universale che è stato applicato nell’ambito dell’Unione Europea con il regolamento 338/97 e in quello italiano con il decreto del Ministero dell'ambiente e della tutela del territorio e del mare del 6 maggio 2008. La normativa prevede che i contenitori primari del caviale siano sigillati da un’etichetta non rimovibile che indichi la tracciabilità del prodotto. Di fatto contiene informazioni importanti, ma difficili da interpretare per il consumatore e con una singolare anomalia rispetto a qualsiasi altro prodotto alimentare: infatti, l’anno indicato si riferisce a quello di lavorazione solo nel caso sia stato direttamente confezionato dal produttore, mentre nel caso sia stato importato e riconfezionato da un terzo soggetto, si riferisce alla data dell’ultimo confezionamento. In pratica un caviale importato, anche molto vecchio, acquisisce con il riconfezionamento una nuova vita. Ovviamente le caratteristiche sensoriali del prodotto paleseranno la sua vera età, ma questo è uno dei motivi per cui è preferibile acquistare il caviale etichettato direttamente da un produttore primario, soprattutto in considerazione del fatto che, ogni manipolazione del prodotto e ogni sua esposizione all'ambiente, possono comportare un peggioramento qualitativo.
Un altro elemento importante è l’indicazione dell’origine, che la CITES ha imposto sull'etichetta mediante i codici ISO ( ISO 3166-1 alpha-2 ): il caviale infatti è attualmente prodotto in diversi paesi del mondo, anche in luoghi con una cultura alimentare profondamente diversa da quella europea e con normative igienico sanitarie e controlli meno severi di quelli applicati nel nostro Paese. Spesso il nome commerciale e l’etichetta sul coperchio della confezione suggeriscono un'origine iraniana o russa o semplicemente evidenziano il marchio dell’importatore che ha riconfezionato il prodotto in Europa, ma il codice "CN" riportato obbligatoriamente sull’etichetta CITES posta sotto la confezione, dimostra la provenienza dalla Cina.
Si tratta generalmente di prodotti che vengono importati con prezzi relativamente bassi, ma che vengono poi venduti al dettaglio o serviti nella ristorazione a prezzi paragonabili a quelli della produzione europea e nazionale.

## Caviale da uova ovulate
Il Codex Alimentarius ha introdotto all'interno dello standard sul caviale la definizione di un nuovo tipo di alimento che può essere ottenuto senza la necessità di sacrificare il pesce, consentendo quindi di sfruttarlo più volte. Sebbene questa tecnica sia stata sviluppata per abbassare i costi di produzione, è stata accolta con un certo favore negli ambienti più sensibili al rispetto degli animali o contrari al loro uso alimentare. Questo alimento è stato definito dal Codex nel testo inglese caviar from ovulated eggs ossia caviale da uova ovulate. In questo caso, la materia prima non è costituita dagli ovari, ma da uova molto mature che si sono già distaccate dalla lamella ovarica (uova ovulate) e sono libere nella cavità addominale dello storione, dalla quale possono essere prelevate mediante una piccola apertura chirurgica. Il grado di maturazione così avanzato richiede ulteriori trattamenti per indurire l'uovo ed eliminarne la viscosità.
Date le notevoli differenze, sia qualitative, sia di tecniche produttive tra questo alimento e quello tradizionale, il Codex prevede che non possa essere etichettato semplicemente come “caviale”, ma debba esserne evidenziata la diversa natura, in modo da non confondere il consumatore. A causa della necessità di utilizzare ormoni sulla femmina prima dell'estrazione delle uova e per alcune problematiche legate alla garanzia del benessere animale durante i piccoli interventi chirurgici, il caviale da uova ovulate non può essere prodotto all'interno della Comunità Europea, in quanto la tecnica non è compatibile con l'attuale regolamentazione sanitaria comunitaria. La sostenibilità ambientale di questo alimento rispetto a quello proveniente da pesca è ovviamente maggiore, mentre la presunta superiore sostenibilità rispetto alle produzioni da storionicoltura tradizionale non è stata provata. Non c'è dubbio, invece, che l'allevamento destinato alla produzione di caviale secondo il metodo tradizionale, mantenga una maggiore diversità genetica delle popolazioni domestiche e costituisca una salvaguardia per quelle selvatiche in preoccupante declino.

## Tipi di caviale tradizionale
Sebbene esistano 25 specie di storioni e il caviale sia stato ottenuto a partire da uova estratte da molte specie diverse e in varie zone del mondo, tre tipi di caviale sono maggiormente noti in quanto sono stati costantemente presenti nei mercati internazionali. Essi infatti fanno riferimento a storioni che vivono principalmente nell'area più produttiva del mondo ossia quella del Caspio e venivano quindi pescati in Azerbaigian, Iran, Russia, Kazakistan e Turkmenistan.
- Beluga, proveniente dallo storione beluga (Huso huso). Lo storione beluga (il corretto nome commerciale in lingua italiana è storione ladano) può raggiungere i nove metri di lunghezza per una tonnellata e mezzo di peso. Era presente, un tempo, anche nelle acque italiane; era il più raro quindi anche il più costoso. Vive pure in mare aperto ed è l'unico storione che si nutre prevalentemente di pesce. Raggiunge la maturità femminile a circa 20 anni e può fornire anche 150 kg di caviale. Genera uova a grana grossa (superiore a 3 mm di diametro) con una colorazione dal grigio perla al grigio scuro. Gli United States Fish and Wildlife Service hanno proibito nel 2005 l'importazione di caviale Beluga dal Mar Caspio e dal Mar Nero, per ridurne il pericolo di estinzione, sebbene oggi il beluga venga allevato.
- Ossietra (Osetra, Oscietra o Asetra), proveniente dallo storione russo Acipenser gueldenstaedtii, dallo storione persiano Acipenser persicus e dall'Acipenser nudiventris (specie divenuta ormai rarissima). Sono storioni di media taglia e possono pesare 20–60 kg, dando un caviale dal gusto morbido e leggero aroma di nocciola, con una colorazione fra il marrone scuro e il nocciola. Da molti viene considerato il caviale più raffinato. Ha dimensioni medie. L'Ossietra reale (spesso scritto anche Oscietra reale) può arrivare ai 200 kg, con uova grosse di colore marrone dorato. Lo storione siberiano Acipenser baerii produce un caviale spesso confondibile con l'Ossietra e talvolta fraudolentemente etichettato come tale.
- Sevruga, proveniente da Acipenser stellatus (il nome commerciale in lingua italiana è storione stellato), uno storione di piccole dimensioni che arriva fino a 25 kg di peso e supera raramente il metro e cinquanta di lunghezza. È quindi caratterizzato da uova più piccole (2 mm circa di diametro), colore dal grigio chiaro al grigio antracite, aromatico.

Il caviale veniva suddiviso tradizionalmente in diversi livelli di qualità che dipendono da vari fattori, tra i quali l'uniformità, la consistenza delle uova, le dimensioni, il colore e l'odore. Data la facilità di assemblare partite diverse sulla base delle caratteristiche fisiche, queste sono state tradizionalmente preponderanti come criteri di classificazione. In generale più chiaro è il colore delle uova e maggiore sarà il prezzo di vendita. I gradi erano: 0 (colore più scuro), 00 (tono medio), 000 (tono chiaro) e i più costosi erano spesso chiamati royal caviar o imperial caviar. Oggi il sistema di classificazione utilizzato in acquacoltura tende ad essere diverso. Il grado di maturazione viene controllato strettamente, mentre diventa più importante considerare altri parametri qualitativi quali sapore e consistenza. 
Il caviale è un alimento molto apprezzato e costoso: il più costoso in assoluto è il rarissimo Almas, altrimenti detto "caviale bianco", che viene confezionato in scatole d'oro a 24 carati e costa 24.000 euro al chilogrammo; l'unico negozio che ha la licenza per venderlo nel mondo è "Caviar House & Prunier" di Londra e tale tipo di caviale è caratterizzato da un colore straordinariamente chiaro, estremamente raro in natura. Oggi caviale con colore simile viene ottenuto in allevamento da esemplari albini di storioni, con almeno cento anni di età, selezionati in Iran.

## Caviale italiano

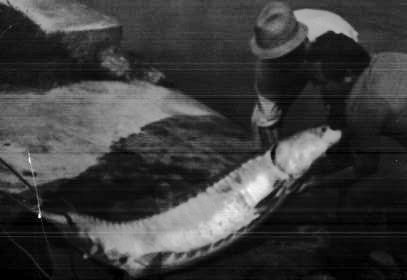
Pesca allo storione nel fiume Po nel 1950, Italia

Lo storione ladano (noto a livello internazionale come beluga) era abbondante nel fiume Po e la sua cattura per il consumo e preparazione di caviale è ben documentata nel Rinascimento. La prima ricetta italiana di cui abbiamo documentazione certa è stata scritta da Bartolomeo Sacchi detto Il Platina e inserita nella sua opera De honesta voluptate et valetudine, pubblicata a Venezia nel 1475, nella quale si rifà a molte ricette di Maestro Martino da Como. Successivamente, Cristoforo di Messisbugo nel suo libro di ricette e resoconto di banchetti della corte dei Duchi Alfonso I d'Este ed Ercole II d'Este Libro novo nel qual si insegna a far d'ogni sorte di vivanda, Venezia, 1564, a pagina 110, riporta una ricetta sull'estrazione delle uova da ovari di storione e sulla preparazione del caviale "caviaro per mangiare, fresco, o per salvare". Anche Domenico Romoli, detto il Panonto, nel suo libro La singolare dottrina, Venezia, 1587, descrive a pagina 195 una preparazione del caviale "da mangiare in pochi giorni" testimoniando che era in uso un'altra preparazione più adatta alla conservazione.
Lo scrittore francese, astronomo e viaggiatore Jérôme Lalande nel suo libro Voyage en Italie, Paris 1771, vol. 8° pag. 269, annota che all'epoca la pesca dello storione nel fiume Po, nel territorio di Ferrara nel Delta del Po, era abbondante. Nel 1753 è documentata una guerra diplomatica dello Stato Pontificio, che governava il territorio del Ducato di Ferrara dopo la cacciata degli Este, contro la Serenissima Repubblica di Venezia che contestava i diritti di pesca allo storione nel fiume Po, considerato confine tra i due Stati nel territorio di Corbola: infatti tali diritti erano stati acquisiti dagli Este.
Da circa il 1920 al 1942 a Ferrara esisteva un rinomato negozio di gastronomia chiamato "Nuta", dal diminutivo della proprietaria Benvenuta Ascoli, che acquistava tutti gli storioni beluga femmina pescati nel Po per l'estrazione del caviale, che preparava secondo l'antica ricetta di Messisbugo rielaborata. Si trattava di caviale cotto e conservato sottolio che a Ferrara molti ricordano e che nel periodo d'oro veniva inviato per la commercializzazione a Roma e Milano nonché in Svizzera. Dal 1942 al 1970 è continuata una sporadica produzione da parte dell'ex garzone di bottega, che aveva acquisito il negozio dopo la fuga di Nuta onde evitare la conseguenza delle leggi razziali, ma la cattura degli storioni nel Po si era diradata e presto si fermò per esaurimento di tali pesci, che diventarono specie protetta nel 1988. L'epopea della pesca allo storione nel Po è anche raccontata nel libro Scano Boa di Gian Antonio Cibotto, ed. Rizzoli 1961, nel film omonimo del 1961 di Renato Dall'Ara con Carla Gravina e nel libro La signora del caviale, di Michele Marziani, ed. Barbès 2009. Nel 2015 un pescatore specializzato catturò per rilasciare uno storione cobice nel Po: infatti la legge vieta la pesca di specie protette.
Attualmente, il caviale è ottenuto esclusivamente da storioni allevati. Da diversi anni, un allevamento di Calvisano risulta essere il primo al mondo per produzione e vendita. Il caviale italiano, in genere, è il più venduto e apprezzato del mondo.

## Tipi più recenti
La storionicoltura non si è dedicata solo alle tre specie più conosciute provenienti dal Caspio e ha reso disponibili altre specie di storione, ottenendo anche alcuni ibridi commerciali. I primi tipi ad affermarsi sul mercato sono stati:
- D'Aquitania, ottenuto in Francia con lo storione siberiano Acipenser baerii trapiantato in Aquitania con uova di media grandezza e colore grigio antracite con sfumature marroni.
- Calvisius, caviale preparato in Italia inizialmente solo dallo storione bianco (Acipenser transmontanus), che viene allevato a Calvisano (BS). Le uova superiori a 2,8 mm sono ottenute da storioni della taglia superiore a 50 kg. Questo consente un sistema di tracciabilità basato sull'identificazione del lotto di produzione con la quantità di caviale estratto esclusivamente da una singola femmina (superiore a 6 kg), garantendone l'assoluta omogeneità. In anni più recenti questo brand ha accolto altri tipi di caviale, ottenuti da specie diverse di storioni allevate nello stesso sito, tra queste anche il beluga.

## Gastronomia

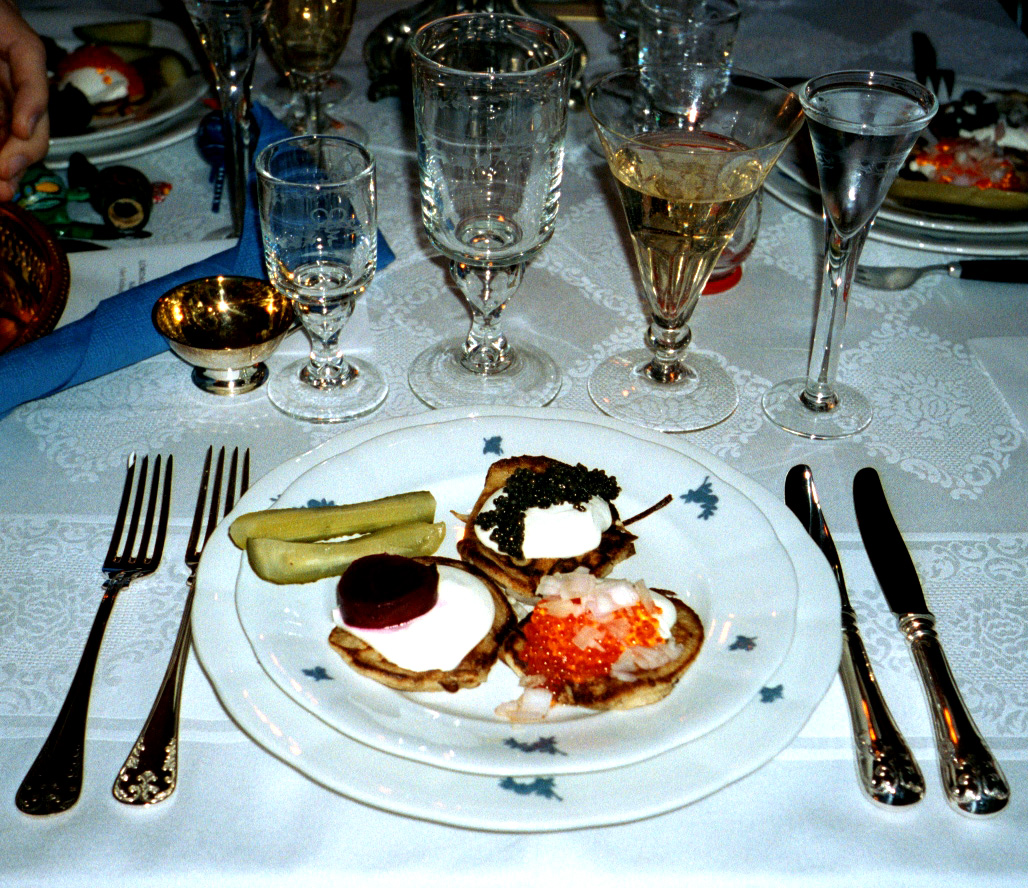
Caviale su blinì con vodka e champagne dolce in un ristorante russo

Il caviale si apprezza in purezza, dato il pregio, il costo e il fine aroma; cucinare con il caviale è sconsigliabile e non permette di gustarlo appieno. Eventualmente può essere accostato, in piatti freddi o leggermente tiepidi, ad amidi dal sapore leggero quali quelli delle patate, del riso e della pasta: è celebre la preparazione di Gualtiero Marchesi con gli spaghetti. L'alimento,  che un tempo raggiungeva il mercato senza la protezione della refrigerazione durante il trasporto, quindi caratterizzato da sapori più intensi e talvolta sgradevoli, veniva spesso accompagnato da pane e burro, limone a spicchi o servito all'uso russo con bliny e panna acida o al cartoccio con una noce di burro o con uova alla coque. Altri modi di servire le qualità meno pregiate sono accompagnarle con cipolline fresche tritate o uova sode tritate.
Si serve mantenendolo ben freddo e, per questo scopo, si trovano contenitori appositi fatti in modo che la ciotola di servizio resti immersa in un letto di ghiaccio tritato. Per il contatto con il caviale vengono usati utensili e contenitori in osso, corno, madreperla, cristallo o vetro, evitando materiali metallici non rivestiti, tradizionalmente si accompagna con vini spumanti brut o vodka ben ghiacciata. Il caviale andrebbe consumato il giorno stesso nel quale il contenitore viene aperto; se questo non fosse possibile, si consiglia di ricoprirlo con pellicola posta direttamente sopra, in modo da evitare il più possibile il contatto con l'aria e di metterlo in frigo, immergendo il contenitore nel ghiaccio. Non si deve surgelare per non alterare la consistenza e l'integrità dei grani.